# Ель-Педросо
Ель-Педросо (ісп. El Pedroso) — муніципалітет в Іспанії, у складі автономної спільноти Андалусія, у провінції Севілья. Населення — 2218 осіб (2010).
Муніципалітет розташований на відстані близько 340 км на південний захід від Мадрида, 55 км на північ від Севільї.
На території муніципалітету розташовані такі населені пункти: (дані про населення за 2010 рік)
- Каньядас-дель-Ромеро: 39 осіб
- Лас-Харільяс: 15 осіб
- Наваонда: 11 осіб
- Ель-Педросо: 2153 особи

## Демографія
Динаміка населення (INE ):

## Галерея зображень

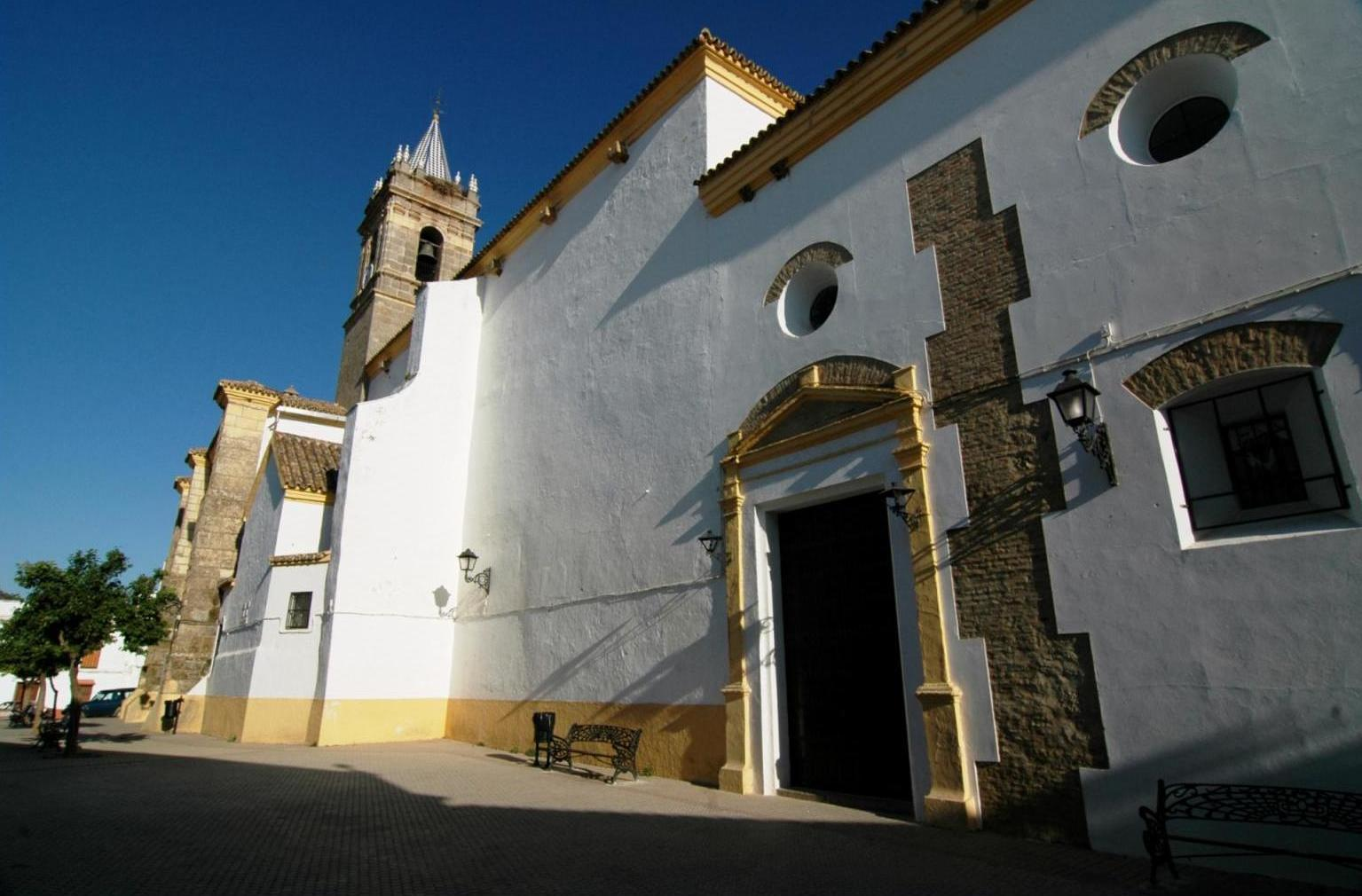
Церква Нуестра-Сеньйора-де-ла-Консоласьйон